# نهائي كأس ألمانيا 2010
نهائي كأس ألمانيا 2010 هي المباراة النهائية من منافسة كأس ألمانيا 2009–10، أقيمت المباراة في 15 مايو 2010، في الملعب الأولمبي، بين فريقي فيردر بريمن، وبايرن ميونخ، وفاز فيها بايرن ميونخ، بعد أن هزم فيردر بريمن، بنتيجة 0 - 4، وكان حكم المباراة Thorsten Kinhöfer ‏، وحضر المباراة 75420 شخصاً.

## تفاصيل المباراة
لعبت المباراة النهائية في 15 مايو 2010.
| فيردر بريمن | 0 -4 | بايرن ميونخ                                                                                 |
| ----------- | ---- | ------------------------------------------------------------------------------------------- |
|             |      | آريين روبن 35 ' (ركلة.) · إيفيكا أوليتش 51 ' · فرانك ريبيري 63 ' · باستيان شفاينشتايغر 83 ' |